# Blimbing (Rejotangan)
Blimbing is een bestuurslaag in het regentschap Tulungagung van de provincie Oost-Java, Indonesië. Blimbing telt 3898 inwoners (volkstelling 2010).